# Gemeindehaus Westerhüsen

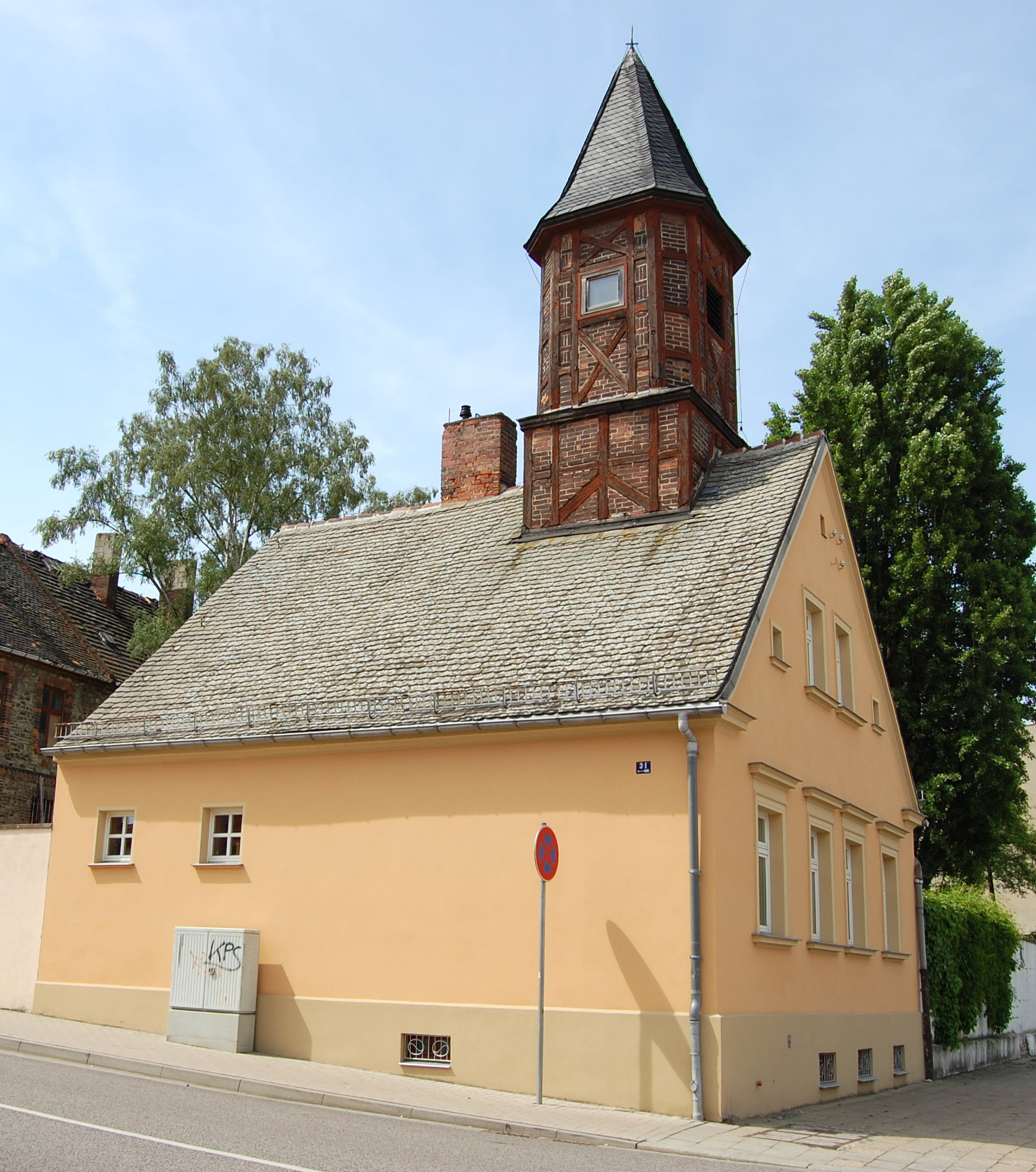
Gemeindehaus Westerhüsen

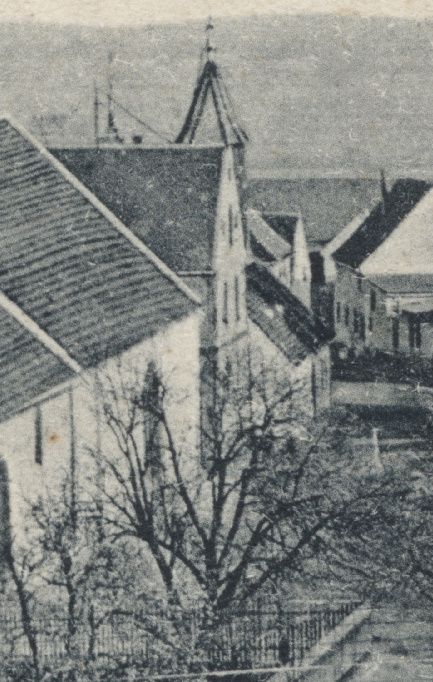
Blick von der Sohlener Straße auf den Turm des Gemeindehauses um 1900

Das Gemeindehaus Westerhüsen ist ein unter Denkmalschutz stehendes Gebäude im Magdeburger Stadtteil Westerhüsen.

## Architektur und Geschichte
Das heutige, direkt an der Hauptstraße befindliche Gebäude mit der Adresse Sohlener Straße 1 geht auf ein an gleicher Stelle zuvor bestehendes Hirten- und Nachtwächterhaus zurück. Nach einem Großbrand im Jahr 1750 erhielt der Gemeindehirte des Dorfes ein Haus. Auch der Nachtwächter war hier untergebracht. Dieses ursprüngliche Gebäude zog sich in nord/südlicher Richtung entlang der Hauptstraße. Die über zwei Haustüren verfügende Front des Hauses war der Hauptstraße zugewandt. Die Haustüren waren in Ober- und Untertür unterteilt. Anfang des 19. Jahrhunderts in der Zeit der französischen Besatzung war ein Ersatz für das baufällige Hirtenhaus vorgesehen. Man hatte bereits in Sudenburg zwei Abbruchhäuser gekauft, diese abgerissen und das so gewonnene Baumaterial bereitgelegt. Durch die schwierige finanzielle Situation in der Besatzungszeit konnte die Gemeinde jedoch die Baukosten von 662 Talern nicht aufbringen. Letzter Gemeindehirte war Andreas Holze aus Benneckenbeck, der am 1. April 1848 in den nördlichen Gebäudeteil einzog und noch bis 1853 im Hirten- und Nachtwächterhaus wohnte. Dann erwarb er den Bauernhof an der heutigen Adresse Kieler Straße 1, der später als Holzescher Hof bezeichnet wurde. Nach Holze wohnten nacheinander mehrere arme Familien im nördlichen Gebäudeteil. Das Gebäude stand im Eigentum der Interessentengemeinschaft. Bei der Separation ging das Eigentum an die politische Gemeinde Westerhüsen über. Im Jahr 1873 brannte der nördliche Teil des alten Hauses ab. Der südliche, vom Gemeindediener Karl Schulze bewohnte, Teil war ohnehin baufällig und wurde daraufhin abgerissen.
Das neue Gebäude entstand 1874, nach anderer Angabe 1875, in Ost-West-Richtung und diente als Gemeindehaus des später im Jahr 1910 nach Magdeburg eingemeindeten Dorfes Westerhüsen. Es verfügte über eine Wache und über Arrestzimmer für Frauen und Männer. Darüber hinaus bestanden auch bereits Einzelzimmer für alte Leute. Das Haus wurde allerdings nach verhältnismäßig kurzer Zeit nur noch als Gemeindewohnhaus genutzt. Ab 1892 wohnte hier der Gemeindediener Emil Gericke, der nach der Eingemeindung als Mitarbeiter der Stadtverwaltung Magdeburg weiter beschäftigt wurde.
Es wurde durch den Zimmermeister Schrader in Fachwerkbauweise und unter Verwendung roter Ziegel errichtet, ist jedoch heute verputzt. Markant am Gebäude ist ein auf dem Dach errichteter, mit einem Spitzhelm versehener Turm. Ursprünglich befand sich am Turm eine Uhr. Grund des Turmaufbaus war die Tatsache, dass der Turm der Kirche des Dorfes, der Sankt-Stephanus-Kirche aufgrund seiner geringen Höhe und tiefen Lage in der Nähe des Ufers der Elbe von weiten Teilen des Dorfes nicht sichtbar war. Es wurde daher an zentraler besser einsehbarer Stelle eine Turmuhr errichtet.
Wiederum verfügte das Haus zunächst über zwei Eingangstüren, die jedoch zur heutigen Sohlener Straße ausgerichtet waren. Die Arrestzimmer befanden sich linksseitig im Gebäude mit Fenster zum Flur und einem kleinen vergitterten Fenster zum Hof. 1926 erhielt das Gebäude Kanalisationsanschluss. Hierbei wurden die Gefängnisräume entfernt. Anstelle des Frauenraums entstanden zwei Toiletten. Aus dem Männergefängnis wurde ein weiteres Einzelzimmer, wobei eine Haustür wegfiel und durch ein Fenster ersetzt wurde. Die Einzelzimmer dienten als Ruhesitz älterer Menschen. Das Haus trug daher im Volksmund den Namen Spittel.
Am 17. April 1945 erlitt das Gemeindehaus unmittelbar vor Ende des Zweiten Weltkriegs einen schweren Bombenschaden. Der Wiederaufbau erfolgte zunächst durch die Jugendorganisation Junge Pioniere, die hier ein Pionierheim einrichteten. Bedingt durch den Bombenschaden neigte sich jedoch der Turm zur Seite. Die Jungen Pioniere mussten daraufhin das Haus wieder räumen. Der Turm wurde daraufhin gerichtet und gesichert. Der westliche Teil des Gebäudes wurde wohl bereits im Zuge des Wiederaufbaus nicht aufgebaut, so dass das Gebäude heute deutlich kürzer ist als ursprünglich. Die in der südlichen Fassade zu Sohlener Straße vorhandenen Fenster sind heute zugemauert und wurden durch zwei sehr kleine Fenster ersetzt.
Am 21. Dezember 1952 wurde eine Kindertagesstätte eingerichtet. Auf dem Hof entstand eine kleine Grünanlage mit Spielplatz. 1953 erhielt der Turm wieder eine Uhr. Die Uhr zeigte auch durch Glockenschläge die Zeit an und hatte ein erleuchtetes Zifferblatt.
Heute dient das Gebäude zu Wohnzwecken. Die Kindertagesstätte des Stadtteils befindet sich inzwischen in der Zackmünder Straße. Derzeit verfügt der Turm über keine Uhr.